# 八戸亮
八戸 亮（はちのへ とおる、1984年1月16日 - ）は、日本の俳優。身長175cm、体重53kg。現在は無期限活動休止中。ホリプロに所属していた。

## 人物
趣味は風呂屋巡り、カラオケ、映画鑑賞、筋力トレーニングで、特技はスポーツ全般（柔道、卓球）。
一般的には亮と書いて「りょう」とよむため、「りょう」とよまれてしまうことが多いが、「とおる」とよむ。
2013年6月23日の公式Twitterにて、7月29日のキタムラ印#3「THE LIGHT」のゲスト出演を最後に芸能活動の無期限休止を発表。
2013年7月29日、キタムラ印#3「THE LIGHT」にゲスト出演。この日をもって芸能活動の無期限休止に入った。なお、活動休止後は渋谷にあるエステサロン・ダリアでパワープレートという重力加速度を使ったシェイプアップ器具のトレーナーをしている。

## 出演

### 映画
- 素敵な夜、ボクにください（2007年）
- 富江VS富江（2007年） - 梅原一樹 役
- 大怪獣バトル ウルトラ銀河伝説 THE MOVIE（2009年） - オキ 役

### テレビドラマ
- 花より男子2（2007年1月、TBS）
- ウルトラギャラクシー大怪獣バトル（2007年、BS11） - オキ 役
- ウルトラギャラクシー大怪獣バトル NEVER ENDING ODYSSEY（2008年、BS11） - オキ 役
- アニメイト・コンシェルジュ - 紅城ルチル 役
- 華麗なるスパイ 第4話（2009年、日本テレビ） - 光司 役
- 歌セラ 第1回「男たち」・第4回「解散します!ザ・ハーツ」・第12回「ふぞろいの妊婦たち」（2010年、TUY・TBC・HBCほか）
- 月曜ゴールデン 狩矢警部シリーズ9 坂本龍馬殺人事件（2010年11月15日、TBS） - 春田浩刑事 役
- 水曜ミステリー9 刑事吉永誠一 涙の事件簿8 虹が消えた交差点（2011年10月12日、テレビ東京）
- 月曜ゴールデン・伝説の監察医 オニグマの事件簿（2012年3月5日、TBS） - 楢崎修 役

### バラエティ
- 秘密のケンミンSHOW（2008年3月、2009年7月） - 青森県民代表として出演
- 祝女〜shukujo〜（2010年2月28日、NHK総合） - ゲスト
- 戦国鍋TV 〜なんとなく歴史が学べる映像〜（2010年4月6日 - 、テレビ神奈川 他）

「戦国ヤンキー 川中島学園」 - 北条高広 役
「うつけバーNOBU」 - ミッチー 役
「謙信上杉の統べりたい話」 - 上杉斉憲 役

### CM
- ロッテ 紗々（さしゃ）（2005年）
- 日本マクドナルド 三角マロンパイ（2006年）
- テレ朝 ごはんプロジェクト（2007年）

### 舞台
- GANG2006（2006年10月）
- …もう一人の君に!〜夏子〜（2006年） - 東京公演特別ゲストとして出演
- ネオロマンス♥ステージ 遙かなる時空の中で 舞一夜（2008年1月25日 - 2月3日） - 安倍泰明 役
- TUFF STUFF Presents「ホスピタルビルド」（2008年）
- ネオロマンス♥ステージ 遙かなる時空の中で 朧草紙（2009年1月4日 - 18日） - 安倍泰明 役
- ロイヤルホ☆ト2011（2011年5月23日 - 30日）
- 舞台 遙かなる時空の中で2 再演（2012年5月30日 - 6月3日） - 安倍泰継 役

### インターネットテレビ
- イケない女〜大逆転ランキング〜（2005年12月 - 2007年7月19日、GyaO） - レギュラー

### PV
- sona「Love,Again」

### 劇場アニメ
- 009 RE:CYBORG（2012年）

### ゲーム
- 遙かなる時空の中で5 風花記（2012年） - リンドウ 役 ※声の出演